# Jan Kubik
Jan Kubik (ur. 2 stycznia 1944 w Grębocinie) – polski polityk i urzędnik, poseł na Sejm II i IV kadencji, w latach 1994–1998 wiceminister finansów.

## Życiorys
W 1980 ukończył studia na Akademii Ekonomicznej w Krakowie. W latach 1963–1975 pracował w urzędzie powiatowym w Proszowicach, następnie do 1983 w wydziale finansowym urzędu miasta w Krakowie. W tym samym roku został powołany na zastępcę dyrektora Izby Skarbowej w Krakowie. W latach 1991–1994 i 1998–2001 pełnił funkcję dyrektora tej izby. Sprawował mandat posła na Sejm II i IV kadencji z ramienia Polskiego Stronnictwa Ludowego, wybieranego w okręgach krakowskim i tarnowskim. Od 1994 do 1998 zajmował stanowisko sekretarza stanu w Ministerstwie Finansów. 
Od 1964 należał do ZSL, następnie do PSL. Zrezygnował z funkcji we władzach partii, gdy po porażce w wyborach parlamentarnych w 2005 powrócił do pracy w administracji skarbowej.
W 2005 prokurator Prokuratury Okręgowej w Krakowie postawił mu osiem zarzutów, w tym korupcji i fałszowania dokumentów. W 2010 został nieprawomocnie uniewinniony przez krakowski sąd.
W 2014 bez powodzenia kandydował do sejmiku małopolskiego.
W 1997 otrzymał Krzyż Kawalerski Orderu Odrodzenia Polski.